# Dawnstar
Dawnstar è un personaggio dei fumetti pubblicati da DC Comics, creato da Paul Levitz e Mike Grell.

## Biografia del personaggio
Downstar (che è il vero nome della Legionaria), proviene da Starhaven, un pianeta colonizzato dai nativi americani rapiti dalla Terra da una razza aliena sconosciuta nel tredicesimo secolo. Il suo nome deriva dall'apparizione sulla Terra del pianeta Venere, "l'astro del mattino", che è anche il motivo per cui indossa un ornamento con otto stelle sulla fronte.
Dawnstar e il suo popolo sono discendenti della tribù Anasazi. Gli Starhaveniani hanno un paio di grandi ali con piume bianche che crescono sopra le loro spalle, risultato di ingegneria genetica effettuata da una razza aliena che li reinsediarono e attivarono il loro metagene.
La famiglia di Dawnstar sono i genitori Mistrider e Moonwalker, e i suoi fratelli minori Greybird e Greatfire. Durante la fine della sua infanzia e l'inizio della pubertà, i suoi genitori costruirono una fiorente attività sull'abilità di guida della loro figlia facendole fare da guida alle navi spaziali attraverso le aree dello spazio più pericolose. La ragazza lavorò anche come guida per i cacciatori di animali.
Dawnstar ricevette un invito dal finanziatore della Legione dei Super-Eroi, R. J. Brande a frequentare l'Accademia della Legione, e riluttante accettò quest'opportunità. Incontrò i Legionari per la prima volta all'età di sedici anni come recente graduata dell'Accademia. I suoi talenti investigativi le valsero la piena adesione durante la sua prima missione. Lo stipendio ricevuto dalla Legione furono impiegati per pagare le difese del suo mondo natale.
Fu presente a numerose missioni della Legione, contribuendo spesso con i suoi talenti sottovalutati e la sua abilità di viaggiare alla velocità della luce le permise di salvare i suoi compagni di squadra, così come l'investigazione di scomparse personali e misteri simili. Portò questi talenti in molte avventure della Legione, in particolare nel XX secolo, infatti è da notare uno dei suoi primi ruoli in Crisi sulle Terre infinite.
Dawnstar ebbe una lunga e tragica relazione con il suo compagno di squadra Wildfire. Entrambi rispettavano le provocazioni e la personalità schietta altrui, anche se decisero di lavorare sui propri talenti come parte di una squadra invece di agire individualmente. Wildfire è un essere di anti-energia dentro una tuta di contenimento e non ha quindi un corpo fisico. Quando fu parzialmente in grado di riottenerlo i due tentarono di avere una relazione fisica, ma sfortunatamente per loro fu un insuccesso.
Dopo che la linea temporale della Legione venne rivista dalla battaglia della squadra contro Mordru, Dawnstar mostrò di avere un lato cattivo, un'entità chiamata Bounty, che le amputò le ali e la costrinse ad utilizzare i suoi poteri di monitoraggio come assassina. Successivamente, fu in grado di liberarsi del controllo di Bounty, e anche se fu guarita spiritualmente, il suo destino non fu risolto in quanto sparì poco prima che la linea temporale della Legione venisse cancellata dagli eventi descritti in Ora Zero e dal conseguente aggiornamento della storia della squadra.

## Status corrente
Legione dei Super Eroi vol. 5 n. 15 (febbraio 2006) con copertina illustrata da Barry Kitson, mostra Dawnstar al fianco dei membri classici della Legione, Bloc e Tyroc. La sollecitazione di questo numero fa presumere che la Legione sarebbe divenuta la "più grande squadra di eroi del Multiverso". Dawnstar comparve brevemente con alcuni Legionari di vecchie versioni, come personaggi di una "storia da falò" che mostrò l'influenza della Legione e i miti e le leggende che ne derivarono. Questo cameo non sembrò aver avuto luogo nella continuità della serie, né fu inclusa nella raccolta con copertina rigida (anche se fu poi raccolta in una collezione successiva).
Nella storia crossover presente in JLA/JSA, "The Lightning Saga", si può notare la statua di Dawnstar (al fianco di numerosi Legionari pre-Crisi) nella Fortezza della Solitudine di Superman. Numerosi membri della Justice League e della Justice Society seguirono le tracce dell'anello di volo di Dawnstar fino su Thanagar, ma lei lo lasciò promettendo di ritornare come una donna forte.
Dawnstar con le sue ali e l'aspetto originale si riunì agli altri Legionari nel XXI secolo nello sforzo di salvare la vita di qualcuno (i Legionari avevano un'asta elettrica ognuno somiglianti a quelle utilizzate in un'altra circostanza simile, quando salvarono Lightning Lad, nella storia originale della Silver Age). Anche se fu preannunciato che a uno di loro sarebbe costata la vita, non morì nessuno permettendo così alla Legione di fare ritorno al XXXI secolo.
La Legione presente in quella storia ebbe un ruolo anche nella storia Superman e la Legione dei Super-Eroi, ambientata nel XXI secolo e coinvolgente Superman, presente in Action Comics n. da 858 a 863. Qui, il costume di Dawnstar fu notabilmente reinventato.
Dawnstar è presente al fianco della Legione pre-Crisi nella serie limitata Crisi finale: la Legione dei 3 mondi. In questa serie, ammetterà finalmente i suoi veri sentimenti a Wildfire (dopo che questo rischiò di morire nel tentativo di difenderla da Superboy-Prime) e comincia una relazione positiva con lui.

## Poteri e abilità
I poteri unici di Dawnstar includono l'abilità di rintracciare forme di vita e oggetti lontani anni-luce di distanza e attraverso lo spazio interstellare. Può sopravvivere nello spazio profondo per lunghi periodi di tempo senza tuta spaziale né atmosfera, ma invece generando un campo di forza auto-alimentato. Nello spazio aperto può viaggiare a velocità superiori a quella della luce, mentre nella normale atmosfera terrestre o in un ambiente con gravità la sua velocità è sensibilmente ridotta.
Indossa un anello di volo della Legione che utilizza per richiedere rinforzi, monitorare i suoi spostamenti e per altri utilizzi non applicabili al volo.

## Altre versioni
- Dawnstar non comparve nelle storie post-Ora Zero della Legione, ad eccezione di un crossover di Legioni e linee temporali multiple creato da Time Trapper. Numerose versioni della Legionaria incluso un demone con ali di pelle e corna ramificate furono mostrate tutte insieme[12].
- A cominciare dalla serie limitata "Legion Lost", comparve un personaggio di nome Shikari, proveniente da una specie non umana, i Kwai. Shikari aveva delle ali insettoidi, un esoscheletro armaturizzato e poteva viaggiare nello spazio, e aveva dei poteri di esplorazione (piuttosto che di inseguimento) di egual misura. Ci fu qualche speculazione riguardo al fatto che fosse o meno la versione aggiornata di Dawnstar.
- Dawnstar non comparve nelle storie della nuova versione della Legione, ma divenne un personaggio regolare della serie Legion Lost, che vede lei e numerosi suoi compagni di squadra bloccati nel XXI secolo.

## In altri media
- Dawnstar comparve nella seconda ed ultima stagione della serie animata Legion of Super Heroes. Nell'episodio di chiusura in due parti "Dark Victory", la si può notare in tre occasioni, in piedi o volante nel mezzo di un folto gruppo di Legionari.
- Comparve anche, ma senza battute né azioni degne di nota, nel n. 19 (dicembre 2008) del fumetto basato sull'omonima serie tv.